# I matrimoni in ballo

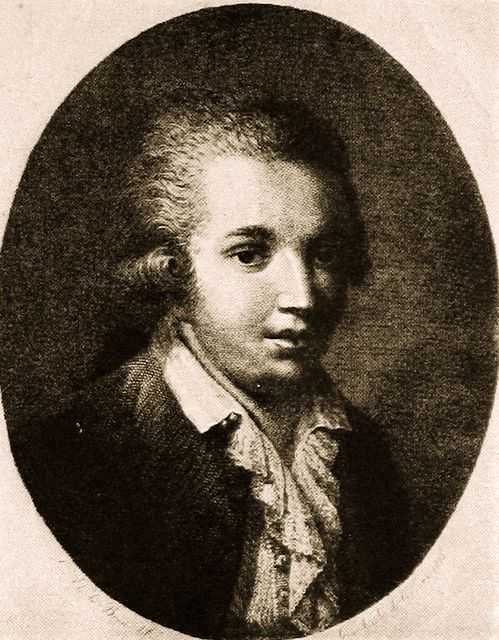
Retrat de Domenico Cimarosa.

I matrimoni in ballo és una òpera en un acte composta per Domenico Cimarosa sobre un llibret italià de Pasquale Mililotti. S'estrenà al Teatro Nuovo de Nàpols el carnestoltes de 1776.
L'única representació en temps moderns van tenir lloc a Nàpols, el de setembre de 1958 amb l'execució de l'associació d'Alessandro Scarlatti Orchestra sota la direcció de Franco Caracciolo. En aquesta ocasió, es va representar juntament amb l'òpera La baronessa stramba.